# Çayönü
Çayönü települése Délkelet-Törökországban, Diyarbakır közelében, a Tigris egyik mellékfolyójának magaspartján létesült. A folyóterasz mindössze néhány kilométerre fekszik a Taurus előhegyeitől. Az i. e. 7250 és i. e. 6700 közötti időszakban már domesztikált búzát, borsót és lencsét termesztő népek lakták. A lelőhely azért is különösen érdekes, mert az egymásra épülő rétegekben talált csontok alapján jól nyomon követhető a vadállatok elejtéséről az állattenyésztésre való áttérés.

## A régészeti területről
Anatólia körülbelül i. e. 8000-től kezdődően, már a holocén időszak kezdetén kedvező természeti körülményeket biztosított az ember letelepedésére, a letelepedett életmódra való áttérésre.

## Fekvése
Erganitől délnyugatra található.

## Leírása
Az Isztambuli Egyetem és az Oriental Institute of Chicago archeológiai együttműködésével 1964 óta ásatások folynak Çayönü területén. A lelőhely nagy részét feltárták. Çayönü körülbelül 100 × 200 méteres területen fekszik, s különlegesen értékes építészeti emlékekkel rendelkezik. Az ásatások főleg lakóházakat tártak fel, de legalább három olyan nagyméretű épület is napvilágra került, melyekről joggal feltételezik, hogy valamilyen közösségi célt szolgáltak, s esetleg arra utalnak, hogy valamilyen főnöki - vezetői - intézményrendszer is kialakult már.
A lakóházak között vannak különleges, úgynevezett rostély alaprajzúak és szabályosabb négyzetrács alaprajzúak. A nem lakás céljait szolgáló épületek padlóját kőlapokkal rakták ki. A már növénytermesztéssel foglalkozó települések közül Çayönüt leginkább építményeinek nagy mérete és feltűnően gondos kivitelezése emeli ki.
A lelőhely minden rétege az a-keramikus neolitikum-nak nevezett korszakhoz köthető. Kerámiát még nem készítettek, a leletanyag főleg kovából és obszidiánból pattintott kőszerszámokból, csiszolt kőeszközökből, kőből készült ékszerekből és agyagszobrocskákból áll.
A leginkább meglepő, hogy már használták a rezet is, amelyet a közeli Ergani-Maden-ből szereztek be. A fémet hevítéssel formázták, majd tűket, horgokat, bővítő-fúrókat és gyöngyöket kalapáltak belőlük. A jelenlegi ismeretek, illetve a rendelkezésre álló régészeti leletek szerint a történelemben ez az első példa valamilyen fém tudatos felhasználására.

## Lásd még
- Neolitikus forradalom
- Anatólia történelme
- Anatóliai Civilizációk Múzeuma